# Edith Eger
Edita (Edith) Eva Eger (Košice, 29 september 1927) is een Amerikaans psycholoog. Zij is een overlevende van de Holocaust en een specialist in de behandeling van posttraumatische stressstoornis. Haar memoires met als titel The Choice - Embrace the Possible werd een internationale bestseller. Het theaterstuk De dans ontsprongen uit 2019 is geïnspireerd op Egers memoires.

## Biografie
| ganzenveer |  | Onderstaande informatie over Edith Eger is geheel of gedeeltelijk gebaseerd op primaire bronnen, dat wil zeggen op geschriften van het onderwerp zelf, of op interviews. De informatie is (nog) niet bevestigd door gezaghebbende, onafhankelijke bronnen. |

Edith Eger is de jongste dochter van Lajos Elefánt en Ilona Klein, geassimileerde Joods-Hongaren in het toenmalige Tsjecho-Slowakije. Haar vader was kleermaker, haar moeder werkte voor het Ministerie van Hongarije. Haar geboortestad Košice hoorde voor juni 1920 en van 1938 tot 1945 bij Hongarije en heette toen Kassa. Zij kreeg vanaf haar vierde balletles, ging naar het gymnasium en turnde in het Hongaarse olympisch team. In 1942 voerde de Hongaarse regering nieuwe anti-Joodse wetten in en werd zij uit het turnteam verwijderd. Haar zus Clara was violiste en werd toegelaten tot het conservatorium van Boedapest. Zij werd tijdens de oorlog door haar muziekleraar verborgen gehouden. Haar oudste zus Magda was pianiste.
In maart 1944, na de Duitse bezetting van Hongarije, moest Edith met haar ouders en Magda in het getto van Kassa gaan wonen. In april werden ze gedwongen met 12.000 andere joden een maand lang in een baksteenfabriek te verblijven. Op 19 mei van dat jaar werden zij naar Auschwitz gedeporteerd. Bij de selectie voor de gaskamer werd ze door Josef Mengele gescheiden van haar moeder, die naar de gaskamer werd gezonden. In haar memoires verhaalt Eger dat Mengele haar diezelfde avond nog in haar barak voor hem liet dansen. Als dank kreeg ze van hem een brood dat ze deelde met Magda en andere meisjes.

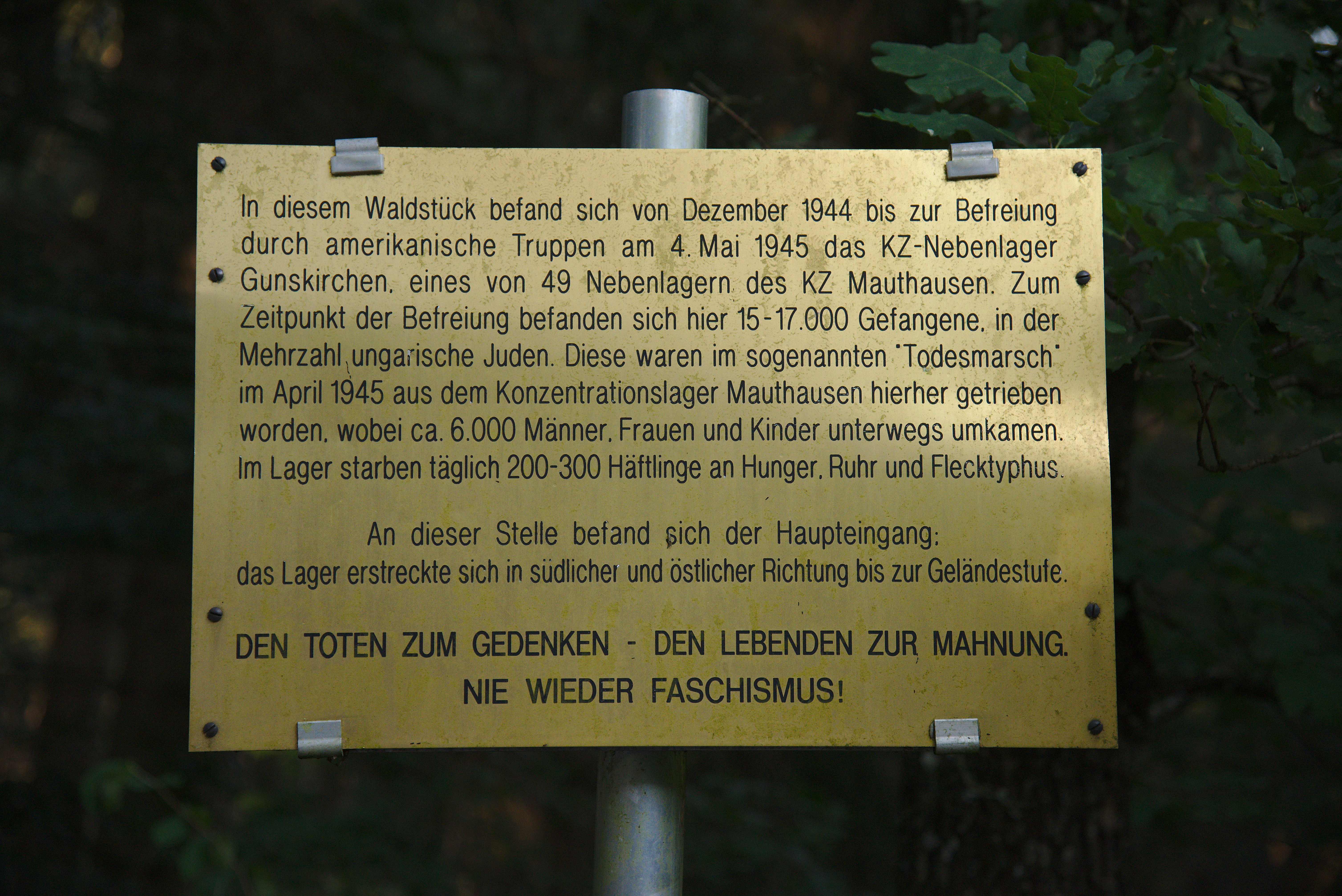
Gedenkplaat Gunskirchen met beschrijving dodenmarsen

In november kreeg een groep gevangenen, onder wie Edith en Magda, de opdracht als menselijk schild in hun gevangeniskleren bovenop Duitse treinen mee te rijden die wapens en munitie vervoerden, om de Britse bommenwerpers af te leiden. Na een tocht langs verschillende kampen arriveerden ze in Mauthausen. De nazi's evacueerden de kampen toen de Amerikanen en de Russen naderden, en in een interview vertelt Eger dat zij uiteindelijk samen met Magda op dodenmars naar concentratiekamp Gunskirchen werd gestuurd, een buitenkamp van Mauthausen op een afstand van circa 55 kilometer. Toen ze van uitputting niet verder kon, werd ze herkend door een van de meisjes met wie ze het brood van Mengele had gedeeld en droegen zij en Magda haar verder.
Ze kwam in Gunskirchen aan vijf of zes maanden na haar vertrek uit Auschwitz. De omstandigheden waren er zo slecht, dat ze naar eigen zeggen gras at om te overleven, terwijl andere gevangenen overgingen tot kannibalisme. Toen het Amerikaanse leger het kamp op 4 mei 1945 bevrijdde, zou een soldaat haar hand hebben zien bewegen toen ze voor dood tussen een aantal dode lichamen was achtergelaten. Ze beschrijft in haar memoires dat hij snel medische hulp inriep en daarmee haar leven redde. Zij woog indertijd nog 32 kilo en schrijft in The Choice - Embrace the Possible dat ze een gebroken rug had, buiktyfus, een longontsteking en pleuritis.

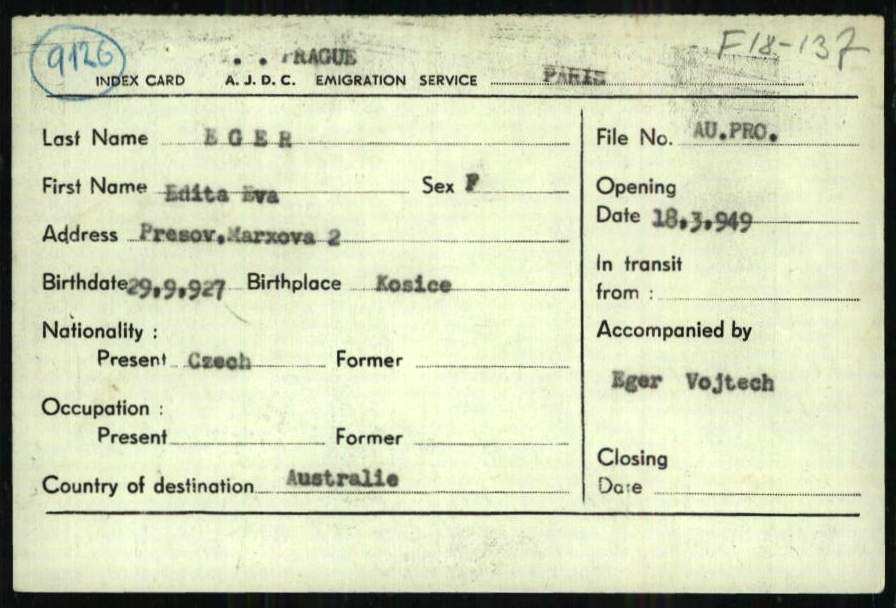
Regsitratieformulier American Jewish Joint Distribution Committee van Edith Eger

## Na de oorlog
Edith en Magda herstelden in Amerikaanse veldhospitalen en keerden terug naar Košice, waar zij hun zus Clara terugvonden. Hun ouders en Ediths geliefde Eric hadden Auschwitz niet overleefd. Ze trouwde met Béla (Albert) Eger, die zij in het ziekenhuis ontmoette en net als zij een Joodse overlevende was; hij had zich bij de partizanen aangesloten. In 1949 vluchtte ze, na bedreigingen van de communisten, met haar man en dochtertje naar de Verenigde Staten. Ze kreeg daar last van haar oorlogstrauma's, het concentratiekampsyndroom, en wilde tegen haar drie kinderen niet over de oorlogstijd spreken.
Ze raakte bevriend met Viktor Frankl, ging in therapie en promoveerde in 1978 aan de Universiteit van Texas, El Paso in de klinische psychologie en behaalde haar praktijklicentie. Ze opende een therapiekliniek in La Jolla, Californië en kreeg een aanstelling aan de Universiteit van Californië - San Diego.
In 1990 ging Eger terug naar Košice en Auschwitz om haar verdrongen emoties onder ogen te zien. Op aandringen van Philip Zimbardo publiceerde zij in 2017 haar ervaringen in haar eerste boek The Choice, en verwoordde daarmee een vrouwelijk perspectief op de verschrikkingen. Ook legt ze uit hoe ze als psycholoog haar cliënten helpt om zich uit hun eigen gedachten te bevrijden, en hoe iedereen uiteindelijk voor vrijheid kan kiezen. The Choice werd een New York Times en Sunday Times-bestseller. In haar tweede boek The Gift (2020) moedigt zij de lezer aan gedachten die ons gevangen houden en destructief gedrag dat ons belemmert te veranderen. Wat er in het leven met ons gebeurt is uiteindelijk niet het belangrijkst; het gaat er in de zienswijze van Eger om wat we ermee doen.
Edith Eger verscheen in verscheidene televisieprogramma's, onder meer bij de CNN en in de Oprah Winfrey Show. In 2019 gaf zij in Zeist een masterclass op uitnodiging van de School voor Transitie en het Expertisecentrum Omgaan met Verlies. In Carré was een dag later de voorstelling ‘De dans ontsprongen’ te zien (een coproductie van Theater Na de Dam en Het Nationale Ballet met acteur Pierre Bokma en prima ballerina Igone de Jongh), gebaseerd op haar levensverhaal. In oktober 2020 werd op de Nederlandse tv een interview van Jacobine Geel met Eger uitgezonden.

### Familie
In de VS kregen de Egers nog twee kinderen. Hun dochter Marianne is getrouwd met Robert Engle, Nobelprijswinnaar in de economie. Béla Eger overleed in 1993.

## Bestseller 60
| Boeken met noteringen in de Nederlandse Bestseller 60 | Jaar van verschijnen | Datum van binnenkomst | Hoogste positie | Aantal weken | Opmerkingen |
| ----------------------------------------------------- | -------------------- | --------------------- | --------------- | ------------ | ----------- |
| De keuze                                              | 2018                 | 08-05-2019            | 15              | 58           |             |
| Het geschenk                                          | 2020                 | 14-10-2020            | 3               | 46           |             |
| De ballerina van Auschwitz                            | 2025                 | 26-02-2025            | 17              | 5*           |             |

- Bibsys: 1606126541398
- Bibliothèque nationale de France: cb17727175m (data)
- Catàleg d'autoritats de noms i títols de Catalunya: 981058612387306706
- CiNii: DA19771651
- Gemeinsame Normdatei: 1144993830
- International Standard Name Identifier: 0000 0004 2180 1376
- Library of Congress Control Number: no2017111522
- Nationale Bibliotheek van Letland: 000317639
- Bibliotheek van het Japanse parlement: 031373537
- Nationale Bibliotheek van Tsjechië: osa2017973798
- Nationale Bibliotheek van Israël: 987007361277305171
- Nationale en Universitaire bibliotheek Zagreb: 000291912
- Nederlandse Thesaurus van Auteursnamen: 413168336
- Istituto Centrale per il Catalogo Unico: TO0V693511
- Système universitaire de documentation: 227313356
- Virtual International Authority File: 305626477
- WorldCat: E39PBJkXx4pMYbjwqKkm46gkDq